# Anoplolepis simulans
Anoplolepis simulans är en myrart som först beskrevs av Santschi 1908.  Anoplolepis simulans ingår i släktet Anoplolepis och familjen myror.

## Underarter
Arten delas in i följande underarter:
- A. s. biskrensis
- A. s. simulans